# 미래수업
《미래수업》은 대한민국의 방송사 tvN에서 2020년 6월 18일부터 방송중 인 교양 텔레비전 프로그램이다.

## 기획 의도
코로나19 범유행 이후의 세상에 대해 우리 시대 석학의 지혜를 듣고, 새로운 삶의 방식을 모색해보는 강연 프로그램이다.

## 방송 일정
| 방송 채널 | 방송 기간                         | 방송 시간                          | 비고 |
| --------- | --------------------------------- | ---------------------------------- | ---- |
| tvN       | 2020년 6월 18일 ~ 2021년 9월 완결 | 매주 화요일 밤 7시 45분 ~ 9시 00분 |      |

## 출연진
- 안현모 - MC
- 박종화
- 이현숙
- 이학도
- 김누리
- 유병재
- 라비
- 이현이
- 김지민
- 다니엘 린데만

## 방영목록
01회. 바이오는 팬데믹에서 인류를 구원할 것인가?
02회. 코로나 시대 교육혁명을 말하다!
03회. 코로나시대 도시는 해체될 것인가? 2020 코로나 트렌드, ‘대도시의 삶’을 말하다!
04회. 혼돈의 코로나 시대, 날씨마저 혼란에 빠졌다!
05회. 코로나시대 생존 투자법
06회. 코로나 교육 쇼크!
07회. 잃어버린 2020년.. 휴원, 휴교, 재택근무가 불러일으킨 최악의 가족갈등!
08회. 허리케인 트럼프의 운명 그리고 우리의 미래
09회. 2020년 인류를 흔든 코로나19 극복의 핵심 키워드부터, 한국 사회에 대한 진단까지
10회. 코로나 디바이드 경계를 넘어
11회. 언택트 범죄의 진실과 해법은?
12회. 코로나 19 이후, 홀로 플러스 경제성장을 이룬 중국
13회. 부자는 뭐가 달라? (달러의 역사, 세계 경제를 움직이는 달러의 숨겨진 힘)
14회. 인구 데드크로스의 문제와 해법
15회. 돈의 판도가 바뀐다, 넥스트 머니
16회. 코로나 백신이 만들 2021 시나리오
17회. 마지막 블루오션, 우주
18회. 두 번째 지구는 없다 (기후재앙시대, 인류생존을 위한 방법 모색)
19회. 생명공학 발전이 가져올 미래
20회. 예정된 전쟁, AI 미·중 대격돌, 누가 세계를 지배할 것인가?
21회. 세습불평등사회, MZ세대의 선택은?
22회. 아파트 혁명, 어떤 집에 살아야 할까?
23회. 넥스트 플랫폼, 메타버스 시대의 생존법
24회. 스마트 기술이 세상을 지배하는 디지털 시대
25회. 팬데믹 2년, 올림픽 사상 최초로 무관중 개최를 선택한 일본!
26회. (2021.08.02 방영예정)

## 같이 보기
- 코로나바이러스감염증-19
- 사회적 거리두기